# Horae Canonicae

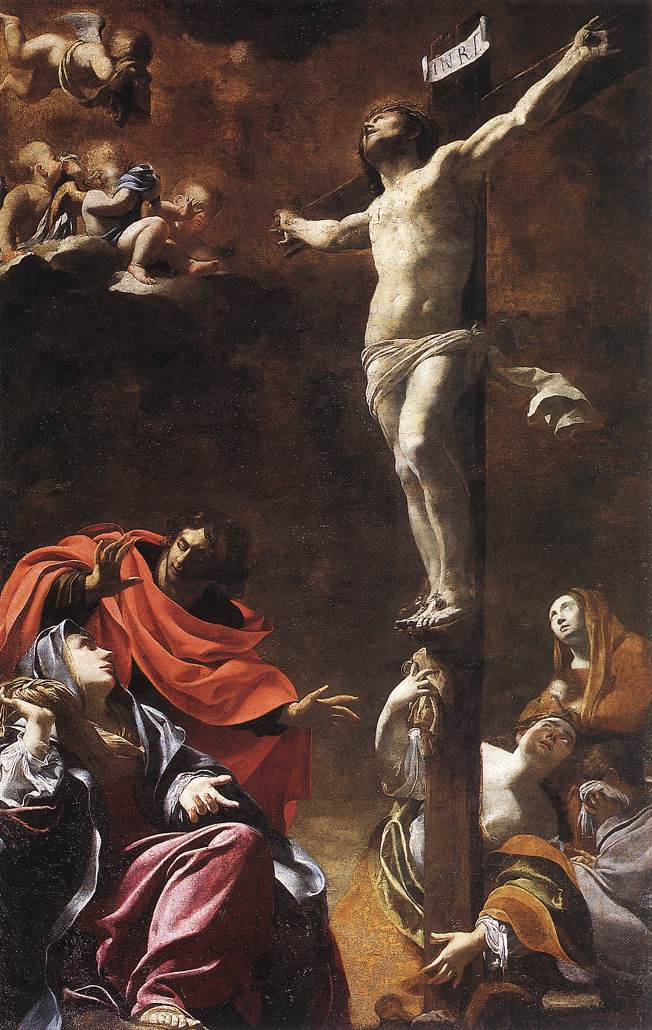
Korsfästelsen och andra kristna historiska händelser är viktig symbolik genom hela diktsviten. Målning utförd av Simon Vouet 1622.

Horae Canonicae är en diktsvit som omfattar sju dikter av den engelske poeten W. H. Auden. Dikterna skrevs mellan 1949 och 1955, men bakgrundsarbetet och studierna inför deras tillkomst påbörjades redan 1947. 
Diktsvitens titel syftar på den kristna kyrkans tidegärd. De sju dikterna som ingår i sviten refererar också till tidegärden, men till dess beståndsdelar: "Prime", "Terce", "Sext", "Nones", "Vespers", "Compline" och "Lauds". Var och en av dessa delar syftar på en specifik tid av dagen för bön. Alla centrala teman i sviten rör kristen historia, framförallt långfredagen och korsfästelsen samt syndafallet.
De två första dikterna i sviten, "Prime" och "Nones", utgavs först i samlingen Nones (1951). Horae Canonicae gavs i sin helhet ut i The Shield of Achilles (1955).

## Bakgrund
Horace Canonicae är ett verk som sammanför den kristna historien med en vanlig dag i en samtida människas liv. Under 1930- och 1940-talen var Auden en ivrig läsare av Kierkegaard. Han tog dock avstånd från Kierkegaards ovilja att prata om den kroppsliga, fysiska existensen. I det ljuset inspirerades han av teologer och religiösa tänkare som Reinhold Niebuhr, Karl Barth och Paul Tillich. Från dessa influerades han också i, vad han menar, den protestantiska tanken om att rakryggad ta plats i världen och att inte fly in i någon idévärld. För att förstå religiösa händelser såsom de återges i skrifterna måste vi därför också konceptualisera dem i varje enskilt nu. En historisk händelse kan inte repeteras; därför behöver en författare presentera den som vore den i sitt nu. I både For the Time Being och Horae Canonicae är detta något som Auden försöker att göra. I Horae Canonicae sker detta genom att i ett ramverk av helig, sakramental historia återge erfarenheter från 1900-talet. Samtidigt försöker Auden att föreställa sig hur det skulle ha varit att själv befinna sig i den sakramentalt historiska platsen. Det finns således ett spel mellan nutid och dåtid i Horae canonicae, liksom i mycket annan av Audens poesi.
Edward Mendelson, som skrivit flera biografier över Auden, har konstaterat att Auden med tiden blev allt mer punktlig. Auden kom att hävda att det är från klostren som den moderna och sekulära besattheten av tid härrör, eftersom tidegärden gett upphov till en klosterrelaterad punktlighet. På så vis kan den skillnad som Auden gör mellan den naturliga, nuvarande tiden och den historiska tiden i diktsamlingen härröras från en judisk-kristen metafysik.

## Tillkomst
Auden började fundera över dikterna 1947, och skrev på dem mellan 1949 och 1955. Han började studera tidegärden under sommaren 1947, och konsulterade Ursula Niebuhr för att få hjälp till en närmare förståelse. Han studerade och läste flera av de texter som hon gav honom. Ett möjligt sådant exempel är The Shape of the Liturgy av Gregory Dix. Dix argumenterar däri hur tidegärden egentligen är ett återskapande av korsfästelsen, där man försöker uppliva en historisk händelse och göra den samtida. Detta är något som Auden verkar ha inspirerats av. Med influenser av Reinhold Niebuhr och Paul Tillich använde han således tidegärden för att kunna återskapa korsfästelsen, och för att därigenom kunna skildra sin egen religiösa syn.

## Struktur

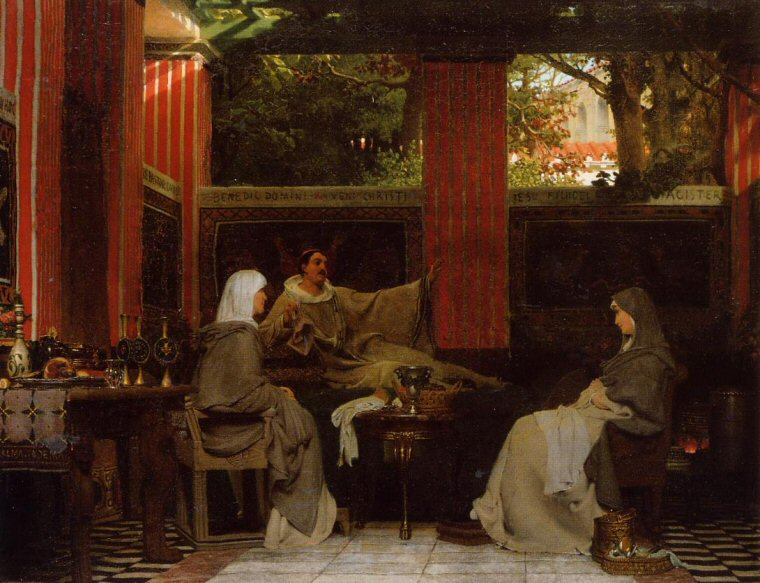
Venantius Fontunatus läser dikter för Radegundis.

För Auden innebar tidegärden, som utgör diktsvitens ordnande struktur, ett ramverk för att kunna dramatisera sin religiösa position. Tidigare hade han i ett brev beskrivit den som "väldigt mycket i linje med Reinhold Niebuhrs, det vill säga augustinsk, inte thomistisk (kanske skulle jag ge lite mer plats för Via Negativa). Liturgiskt sett är jag anglokatolsk…"
Diktsviten inleds med en epigraf från Venantius Fortunatus medeltida psalm Upp, min tunga, att lovsjunga. Psalmen besjunger den "hjälten / som på korsets stam / för oss blödde, / led och dödde", och har av bland andra Helen Waddell beskrivits som en "mystikers dröm om triumfkrucifixet". Den katolska kyrkan använder Upp, min tunga, att lovsjunga i liturgin under stilla veckan och för att beundra korset på långfredagen. Genom att använda Upp, min tunga, att lovsjunga som epigraf introducerar Auden på så vis långfredagen som diktsvitens kontext. Det visar också på korsets centrala plats i diktsviten.
De sju dikter som utgör diktsviten, "Prime" (06:00), "Terce" (09:00), "Sext" (12:00), "Nones" (15:00), "Vespers" (18:00), "Compline" (21:00) och "Lauds" (03:00), motsvarar tidegärden – de fastställda timmar på dagen då man ska be och meditera. I sin svit utelämnar Auden Matins, som inträffar 24:00. De sju kvarstående utgör det ramverk som Auden använder för att behandla korsfästelsen och gryningen dagen efter. Således börjar och slutar diktsamlingen i gryningen, vid bägge tillfällena mellan vakenhet och sömn.
När Auden använder tidegärden som ramverk för diktsviten använder han sig av en rit som metaforiskt och symboliskt har en mycket lång kristen historia. Med tidegärden följer konventioner, normer och innebörder som är underförstådda. Genom att använda sig av tidegärden kan Auden således utnyttja de innebörder som tidegärden medför, och omvandla det till sin egen poetiska struktur.

## Dikterna
Diktsviten består av sju dikter, som beskrivs utförligt nedan. Det genomgripande händelseförloppet är en manlig betraktare som bevittnar händelserna under den dag som korsfästelsen inträffar. Sammanfattat skildrar "Prime" diktjagets uppvaknande och Adams självmedvetande. "Terce" skildrar individer som förbereder sig för dagen och förhållandet mellan de stora makterna och den vanliga människan i sina mänskliga förehavanden. "Sext" skildrar i tre delar kallelsen, auktoriteten och massan. I "Nones" skildrar Auden den tid som följer på Kristi död på korset, och vad hans död får för följder på mänskligheten. I "Vespers" jämförs och kontrasteras Arkadien och Eden med det himmelska Jerusalem, medan ångern är det huvudsakliga temat i "Compline". "Laude" avslutas till sist i en bön om frälsning.

### Prime
"Prime" skrevs i augusti 1949. Dikten skildrar uppvaknandet och processen att återfå såväl medvetandet som sin egen identitet och sitt minne, ett ämne som Auden ofta intresserade sig för, parallellt med att skildra Adam före syndafallet.. För Auden var teologi och psykologi två frågor som var starkt sammankopplade, vilket blir tydligt i hur tron som tema i "Prime" blandas med en tydligt komplicerad självkännedom. Detta skildras genom ett diktjag som försöker få såväl kroppen som själen att vakna. I den första strofen skildras separationen av den enhet som kroppen och själen uppnår i sömnen, och hur kroppen vaknar medan själen försöker arbeta för att återfå sin historia:
| Without a name or history I wake Between my body and the day. | Utan namn eller historia vaknar jag Mellan min kropp och dagen. |

Den andra strofen skildrar stadiet mellan processen att vakna upp och det att vara helt vaken. Kirsch liknar det vid ett "Eden-liknande tillstånd". Auden skriver om hur "viljan fortfarande måste hävda den närliggande armen som sin egen", och liknar sig själv vid en Adam i sin början utan synd, "fortfarande innan någon handling". Curtis beskriver detta tillstånd som en "drömmande oskuldsfullhet", vad Tillich har kallat ett tillstånd av möjlighet och inte vad som faktiskt är, eller ett tillstånd innan verkligheten. Bland annat "Without a name or history I wake" visar på detta.
Den tredje strofen är också diktens sista. Här skildrar Auden hur kroppen som vaknar upp återförenas med själen samt hur det fulla medvetandet och viljan återfås – men en vilja som nu har korrumperats av syndafallet. Diktjaget har velat vara vist och annorlunda, och straffet är förlusten av det eviga livet:
| the cost No matter how, is Paradise Lost of course and myself owing a death | kostnaden Oavsett hur, är Paradiset Förlorat såklart och jag själv skyldig en död |

Ett självständigt jag har velat äta av den förbjudna frukten, och följaktligen förloras paradiset, en direkt referens till Det förlorade paradiset av John Milton och förmodligen en allusion på Hals rop till Falstaff innan slaget om Shrewsbury börjar i Henry IV, del 1 av Shakespeare. Genom att samtidigt skildra Syndafallet och ätandet av den förbjudna frukten med uppvaknandet ur sömn förenar Auden det sekulära nuet med den kristna historien, liksom dikten samtidigt skildrar det allmänna och det singulära.

### Terce
Den andra dikten i sviten, "Terce", skrevs i oktober 1953, och skildrar klockan nio på morgonen. I dikten skildras dels korsfästelsen och långfredagen, dels narcissismen som synd. Dikten har en tydligt och särpräglad ironisk ton, som förekommer genom alla strofer. En central roll som ironin fyller är att visa hur det som för diktens karaktärer förefaller bli en helt vanlig dag ändå inte kommer bli det, eftersom den kulminerar i korsfästelsen. Den ironiska klimaxen nås i diktens sista ord, som lyder "We shall have a good Friday" (vi skall ha en god fredag), där Auden anspelar på det tvetydiga i "good Friday", som samtidigt kan betyda "bra fredag" som "långfredagen".
Dikten består av tre strofer. I den första skildras en bödel, en domare och en poet som förbereder sig för att göra sina dagliga uppgifter. I de första raderna skäller bödelns hund, för att berätta för läsaren och världen att bödeln är snäll. Även senare i diktsviten använder Auden djur i skildringen av korsfästelsen. Efter bödeln går Auden vidare till att skildra en domare som snällt stänger rummet till sin frus sovrum, eftersom hon har huvudvärk. Slutligen går poeten runt i sin trädgård, och funderar på vilken sanning han ska skildra. Bödeln kopplas samman med "high works of Justice", den höga rättvisan, domaren med "The Law", "Lagen" och poeten "Truth", "Sanningen". Samtidigt som det förefaller vara vardagliga uppgifter – vilket även karaktärerna, som vill att något ska hända, anser – är de alltså högst universella och absoluta. Där uppstår även en kontrast, när vanliga människor i sitt vardagliga arbete tror sig kunna utföra absoluta, universella uppgifter.
I den andra strofen pareras dock det absoluta. Karaktärerna frångår det absoluta, för att istället hänge sig åt sin egen "hemliga kult", där de "tillber en bild av sin självbild". Karaktärerna ber för att få "något kul att hända", för att "komma igenom dagen" eller om så bara för att få "höra en ny, rolig berättelse" eller "hitta ett lyckomynt på trottoaren". Centralt är att karaktärerna här beskrivs som avgudadyrkare, primitiva hedningar som fortfarande befinner sig i sin små kulter.
Tredje strofen inleds med att Auden konstaterar att det bara är offret som inte har någon önskan:
| It is only our victim who is without a wish, Who knows already (that is what We can never forgive. If he knows the answers, Then why are we here, why is there even dust? | Det är bara vårt offer som är utan önskan Som redan vet (det är vad Vi aldrig kan förlåta. Om han vet svaren, Varför är vi då här, varför finns det ens damm?) |

Här skildras också den fria viljans problem och det avstånd, mellan Kristus och mänskligheten, som offrandet av Kristus skall, enligt Bibeln, överbrygga. Offret är den enda som inte har någon önskan, eftersom han redan vet att han kommer att frälsas. Offret vet redan att vad som än händer kommer bönerna att höras, och även Kristus kommer ha en god fredag. Världens maskineri kommer fungera, "the machinery of the world will function."

### Sext
"Sext" är svitens tredje dikt, och skildrar mitt på dagen. Den skrevs på våren 1954, och är indelad i tre delar. Den består av versrader separerade parvis till skillnad från de två tidigare dikterna som båda består av strofer. Det är vid den här tidpunkten som passionshistorien inleds. Dikten är ironisk till sin ton liksom "Terce", även om det inte är lika tydligt som i "Terce".
I diktens första del fokuserar Auden huvudsakligen på kallelsen. Dikten beskriver fenomenet att glömma bort "jaget" under kallelsen, och att helt gå upp i den religiösa böjelsen. Auden har tidigare beskrivit den sortens total uppmärksamhet som en typ av kärlek. Samtidigt skildrar dock Auden kallelsens uppkomst hos den första "flintyxehuggaren", vars verk har använts till tvetydiga ändamål, och de som gick över från de grekiska gudarna till heliga Barbara, som är artilleristernas skyddshelgon. Samtidigt som kallelsen skapar kristna människor har det ironiskt nog även dödat människor, och därmed Kristus själv.
Ironin blir allt tydligare i den andra delen, där auktoritet och hur det utövas behandlas. Auden skildrar flera olika karaktärer inom olika yrken som har auktoritet i sitt arbete, och konstaterar att man inte behöver "höra vad för order han ger för att veta om han har auktoritet", det räcker med att se deras respektive munnar när de utövar respektive uppgift där de har auktoritet, för det är läpparna som visar att de är nöjda med att ha rätt. Även om vi ogillar dem är vi dock skyldiga dem mycket – och utan dem hade ingen haft auktoriteten att utfärda den kommande döden:
| at this noon, there would be no authority to command this death. | vid mitten av den här dagen fanns ingen auktoritet som kunde begära hans död. |

Den tredje delen avslutar dikten, och där behandlar Auden den stora massa som tyst bevittnar korsfästelsen och som låter den hända. Auden har tidigare kritiserat massan, och menat att gemenskap är något vackert för det bygger på en kärlek till något annat än sig själv, men att massan varken älskar andra eller sig själv, utan bara känner "tillsammanshet". På så vis kritiserar även Auden den ironiska situationen att delar av massan skulle se sig som uppfyllandes det största budet av dem alla, att älska din nästa som dig själv (Mark 12:31), när de egentligen inte känner någon kärlek alls:
| Whatever god a person believes in, in whatever way he believes, […] as one of the crowd he believes and only believes in that in which there is only one way of believing […] the crowd rejects no one, […] only because of that can we say all men are our brothers | Vilken gud en person än tror på, vadhelst sätt han tror på, […] som en del av massan tror han och tror bara på det som det bara finns ett sätt att tro på […] massan nekar ingen, […] bara därför kan vi säga att alla män är bröder |

Ett centralt tema i dikten är motsättningen mellan den mänskliga viljan att vara självständig och fri och att hitta sin plats i ett sammanhang. I både "Terce" och "Sext" beskrivs det paradoxala i att människans kulturella och rättsliga åtaganden är färgade av Adams önskan, samtidigt som människans önskan och längtan efter det eviga och transcendenta får henne att vilja lära känna Gud. Hos mänskligheten finns det en vilja att överkomma naturens behov, och att därigenom bli något större. Auden använder metaforer om städer för att skildra detta, eftersom skapandet av staden kan ses som en vilja att överkomma naturen. Auden verkar mena att korsfästelsen, i kampen mellan Kristus och de demoniska krafterna, aldrig hade kunnat hända om inte människan hade lärt sig bemästra naturen, skapat staden och därigenom slutat vara slavar under de naturliga instinkterna. Genom alla diktens tre delar är korsfästelsen och Kristi död centrala teman, vilket överensstämmer med tidegärdens sext i det kristna sammanhanget, där Golgata är dominerande.

### Nones
"Nones" är diktsvitens fjärde dikt, och skrevs i juli 1950. Dikten består av sju strofer utan rim, och har beskrivits som diktsvitens centrala dikt. I tidegärden motsvarar Nones eftermiddagen, klockan tre. Även om "Nones" delvis kan sägas skildra alla de övriga dikternas teman är det huvudsakliga temat tiden som följer efter Kristi död på korset, och de följder som människans korruption får för jorden och mänskligheten. Auden nämner specifikt tidpunkten på dagen i dikten, när han konstaterar att klockan "knappt är tre, / mitt på eftermiddagen, men redan är blodet / från det vi offrat / torrt på gräset." Allt är förlorat, en insikt som drabbar diktens karaktärer. Efter synden är allt det mänskligheten ser som nöjsamt och vanligt tomt. "Var solen än skiner […] kommer också den här döden att finnas." Splittringen mellan våra viljor och vår kropp skildras också, där viljor kan söka undfly ansvar men där alla kroppar oavsett kommer vara vördade inför döden.
I diktens sista strof alluderar Auden på acte gratuit. Han syftar på vad han menar vara människans konstanta behov att hävda sig genom lidelsefria handlingar. Ingen förstår exakt vad som hände ("not knowing quite what has happened"), men djur, natur och kroppen självt häpnar ändå vördade inför händelsen. Naturen är också närvarande här, där djuren står i kontrast till den skyldiga människan och dess förment civiliserade natur. Det är en tematik som återkommer i flera dikter av Auden, bland annat även "Musée des Beaux Arts".

### Vespers

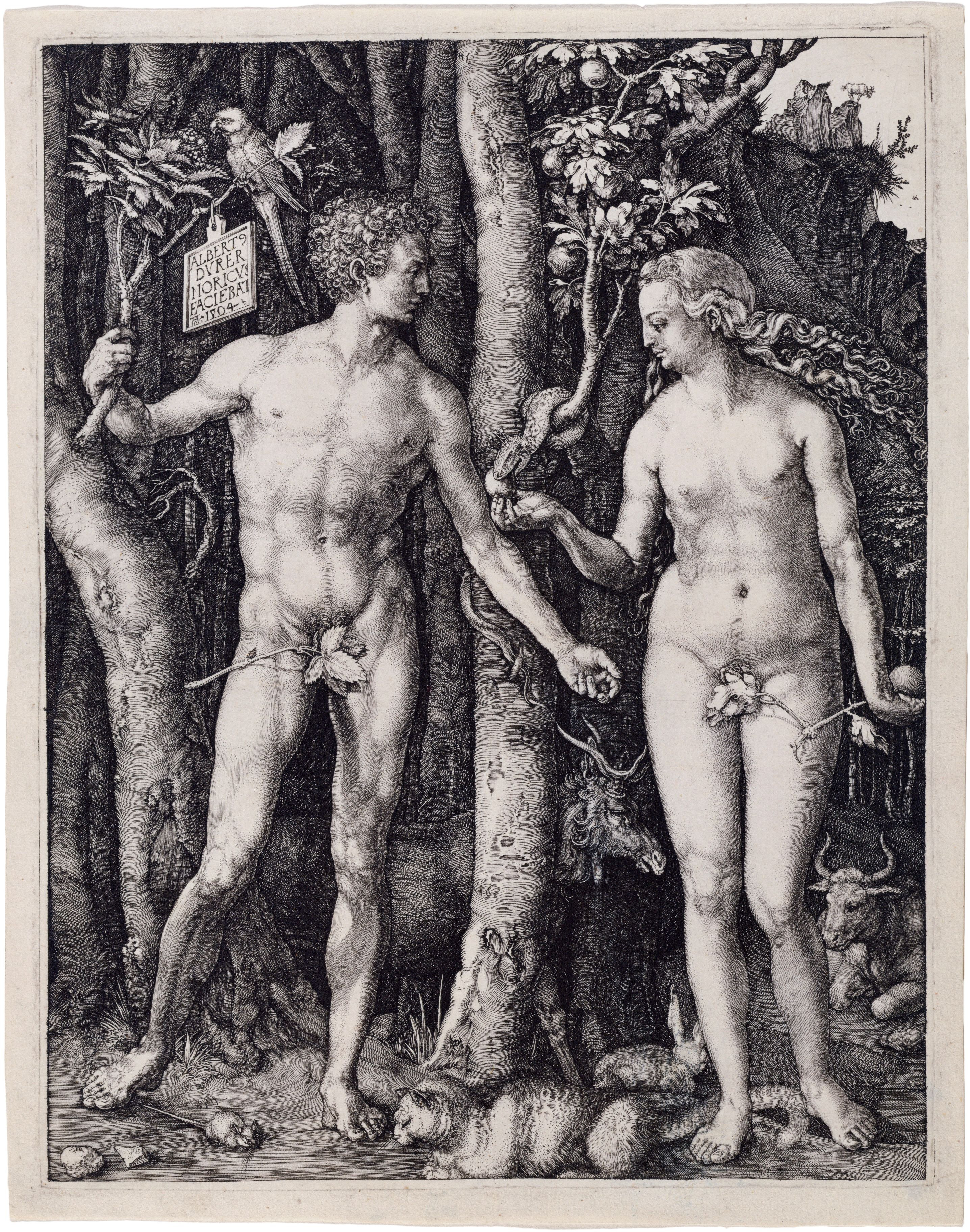
Gravyr av Adam och Eva vid Kunskapens träd, av Albrecht Dürer.

"Vespers", som i tidegärden inträffar vid sex på eftermiddagen och markerar övergången till kvällen, är diktsvitens femte dikt, och skrevs i juni 1954. De övriga dikterna i sviten är alla ganska regelbundna till formen, men "Vespers" innehåller betydligt högre grad av fri vers och prosalyrik. Tematiskt handlar dikten om hur civilisationen ska kunna byggas upp igen efter korsfästelsen. I första stycket nämner han Adam och Eva vid namn, och går vidare till att i det andra kalla dem för ett "scandalous pair", 'skandalöst par'. Genom resten av dikten skildras konflikten mellan en arkadisk syn på återuppbyggnaden av civilisationen, där drömmen går tillbaka till Edens trädgård, och en utopisk, där drömmen riktas framåt mot det himmelska Jerusalem:
| Both simultaneously recognize his Anti-type: that I am an Arcadian, that he is a Utopian. | Båda känner samtidigt igen sin antityp: att jag är en arkadier och han en utopist. |

Auden skildrar de två motsatserna som oförenliga: "Ingen av oss talar. Vilken erfarenhet skulle vi kunna dela?" Auden fortsätter med att skildra politiska skillnader mellan Eden och det himmelska Jerusalem, och konflikter mellan de bägge världssynerna.
I diktens sista tredjedel blir tonen allvarligare. Det finns likheter mellan skildringarna av utopisten i "Vespers" och de som utfärdar ordern om döden i "Sext", och som inga kan gilla. Arkadiern oroar sig för att när utopisten "stänger sina ögon hamnar han inte i det himmelska Jerusalem, utan i en dag av upphöjd ilska".
Dikten avslutas genom att minnas offret, som kan heta Abel eller Remus eller Kristus, men utan vars "cement av blod (som måste vara mänskligt, måste vara oskyldigt) ingen sekulär mur kan stå säker". Samtidigt som frälsarens blod är det blod som frälser mänskligheten är det ett minne av mänsklighetens ständigt återkommande blodsutgjutelse.

### Compline
"Compline" är den sjätte dikten i diktsviten, och skrevs under våren 1954. Den består av fyra relativt regelbundna strofer, med lite olika fokus. I tidegärden motsvarar compline kvällstid, vid klockan nio på kvällen. Genom det, och även genom dess tematik, kan dikten därmed sägas utgöra en motvikt till den inledande dikten i sviten, "Prime". Medan "Prime" skildrade uppvaknandet skildrar Auden här istället processen att somna. I "Prime" är en viktig del av tematiken den disharmoni som uppstår när kroppen och själen för en tid skiljs åt i processen att vakna upp. I "Compline" förenas istället själen och kroppen i harmoni, när kroppen somnar. Auden beskriver detta som "besinningens ögonblick / När allt faller på plats." Den motsats som förefaller föreligga här fascinerade Auden, som därmed fascinerades för såväl det att vakna som det att somna.
Den första strofen i dikten skildrar huvudsakligen själva insomningen, och hur kroppen gradvis separeras från världen: "kroppen flyr, del för del" (the body escapes, section by section). I den andra strofen i dikten använder Auden det, för att visa på vad som händer när kroppen skiljs från världen, och hur det inte längre går att veta exakt vad som har hänt. Diktjaget ber kroppen om att acceptera åtskiljningen, för att nå "besinningens ögonblick". När det väl har skett, vilket för dikten in i den tredje strofen, är det som följaktligen kommer drömmarnas värld: "ett steg till tar mig nu in i drömmen". Drömmen i sin tur är bara ett steg ifrån intet och den totala frånvaron. Det som en gång blir måste en gång sluta att vara. Den sista strofen övergår istället till en bön, som riktar sig till alla mänskliga själar men en specifik själ samtidigt. Auden citerar ett responsorium ur requiem, Libera me (som betyder fräls mig), men fortsätter med att be om frälsning åt "C" (förmodligen Chester Kallman) och därefter alla "poor s-o-b's" (stackars någon). Anmärkningsvärt nog lyckas Auden därigenom samtidigt be för alla själar, och för en mycket specifik själ. Eftersom diktjaget vet att korsfästelsen aldrig kan förlåtas eller förnekas ber diktjaget slutligen i bönen om att "skona oss" (spare us); målet är att också få komma till "picknicken", som livet efter detta liknas vid. Väl där skall perichoresis inträffa, vilket samtidigt syftar på att dansa runt och relationen mellan alla delar av treenigheten.

### Laude
"Laude" är diktsvitens sjunde och sista dikt, utgör svitens coda, och skrevs 1952. I "Laude" använder sig Auden av en variant av det från början galiciska versmåttet cossante, som var populärt under 1100-talet till 1300-talet. Auden fick vetskap om versmåttet genom Gerald Brenans The Literature of the Spanish People från 1951. Cossante består av parallella versrader där den första slutar på "i"-ljud och den andra på "a"-ljud, och där de separeras av en refräng som repeterar tankarna i tidigare versrader enligt ett bestämt schema. Schemat kan beskrivas som: "abr(i), abr(a), bcr(i), bcr(a), cdr(i), cdr(a)." Populariteten dog ut i takt med att kastiljanskan tog över från galiciskan. "Laude" är ett av få mer moderna exempel på versmåttet. Auden förändrar dock formen, delvis genom att inte använda rimschemat utan snarare använda ett radmönster. Han använder heller inte cossante-formens klassiska teman.
Efter botfärdigheten i "Compline" är "Laude" en dikt av dyrkan, som välkomnar den nya dagen men med ett antikt versmått. Dikten inleds med naturbilder och fågelsång, och skildrar hur unika och enskilda människor förenas i kärleken till Gud. Detta visas bland annat genom att varje refräng, enligt cossante-måttet, består av "In solitude, for company" (i ensamhet, för sällskap). Det är genom de starka och förenande känslorna som människorna kan börja känna kärlek för varandra. Arthur Kirsch beskriver detta i Auden and Christianity på följande vis:
| ”                                                | Refrängen, slutligen, som går igenom hela dikten från första början, firar liturgin, en sak som görs tillsammans, en gemenskap av tillbedjare i kyrkan som inkorporerar varje nattvardsgästs naturliga och historiska varelse. Hela "Lauds" är i sig själv en sjungen nattvard, en av Audens mest övertygande, liksom hela "Horae Canonicae" kulminerar uttrycken av kristen tro i hans poesi. | „ |
| – Arthur Kirsch, Auden and Christianity, s. 140. | |   |

Dikten skrevs första gången som den sista refrängen till librettot Delia, som dock aldrig sattes upp. I librettot användes "Day breaks for joy and sorrow" som refräng, vilket dock har bytts ut till In solitude, for company i "Laude".

## Teman och symbolik

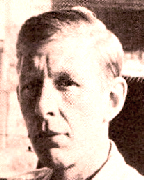
W.H. Auden.

Ett centralt tema genom hela diktsviten är Kristus död som centrum i den "fallna historiens värld". Justin Replogle konstaterar att Horae Canonicae huvudsakligen handlar om det sekulära, syndiga livets helighet. Han menar att Audens tankegångar kan summeras som att "eftersom det är en synd att vara människa kan ingenting vara vanligare och mindre värt speciell uppmärksamhet än just själva synden."
Nedan skildras tre andra viktiga teman: tidegärden, tiden och staden.

### Tidegärden och frälsningen
Horae Canonicae är skriven som en analogi till den kristna historiefilosofin. Genom att använda sig av tidegärden som ramverk fungerar diktsviten dessutom som ett återskapande av den kristna historien om frälsningen. I de sju dikterna behandlar han således korset och korsfästelsen, syndafallet, förlåtelse, uppståndelse och perichoresis (förhållandet mellan fadern, sonen och den helige anden i treenigheten).
Hur central frälsningen är i diktsviten blir tydligt utifrån att långfredagen är vald som liturgisk tidpunkt. I svitens första dikt, "Prime", skildrar Auden bland annat hur Adam faller i dagens gryning (Prime inträffar på morgonen). K. Hart i The Princeton encyclopedia of poetry and poetics menar att Horae Canonicae är ett typexempel på hur Auden ofta använder sin poesi för att utforska en protestantisk tanke- och känslovärld, och att det sker i en stark, brittisk och kristen poetisk tradition.

### Tiden, historien och naturen
Ett viktigt och återkommande tema är förhållandet mellan historien och naturen, eller det enskilda och det allmänna. Auden har tidigare själv uttryckt att en naturlig händelse "bara kan sägas vara vad den är" medan en historisk händelse "hade kunnat vara annorlunda". Genom att särskilja det historiska och det naturliga och likna det vid det som är singulärt och det som är allmänt drar Auden en analogi till kristendomen: på samma gång som korsfästelsen historiskt är kristendomens födelse är det också en ständigt återkommande trosliknelse. Edward Mendelson ser verket som en strävan efter att komma hem, och menar att Auden i diktsviten fann sitt hem både i verket och i kroppen, och i naturen och historien, och då varken i ett föreställt då eller visionärt nu, utan på den plats där han levde just då.
Tom Duggett i sin essä reflekterar över relationen mellan den historiska och den naturliga tiden. Han menar att i den syn som Auden förmedlar är historien medvetandets påverkan på den naturliga tiden. På så vis blir den kristna historien, enligt analysen, det tidsspann som kretsar kring korsfästelsen. Det blir tydligt i den fjärde dikten, "Nones", där Auden skriver att var solen än skiner, både före och efter korsfästelsen, så kommer samma död att återberättas. Alla objektiva fakta innan och efter kommer att ses genom detta subjektiva medvetande. Tidegärden fungerar enligt den analysen som ett sätt att koppla ihop två naturliga tidpunkter: nuet och korsfästelsen.
Samtidigt är det centralt att Auden inte tar med hela tidegärden: tidegärden består av åtta tidpunkter, men Matins har utelämnats. Det kan ses som att för mycket medvetande förstör för både den fria viljan och valet, och att genom att utelämna midnattsbönen för att istället låta kroppen sova undermineras medvetandets hegemoni. Sömnen, och därmed kroppens och själens harmoni, ger utrymme för harmoni och återställer ordningen. En ny dag föds, och den naturliga tiden fortskrider, men det finns å andra sidan ingen slutlig lösning. Människans fall är för evigt, och historien fortsätter.

### Staden

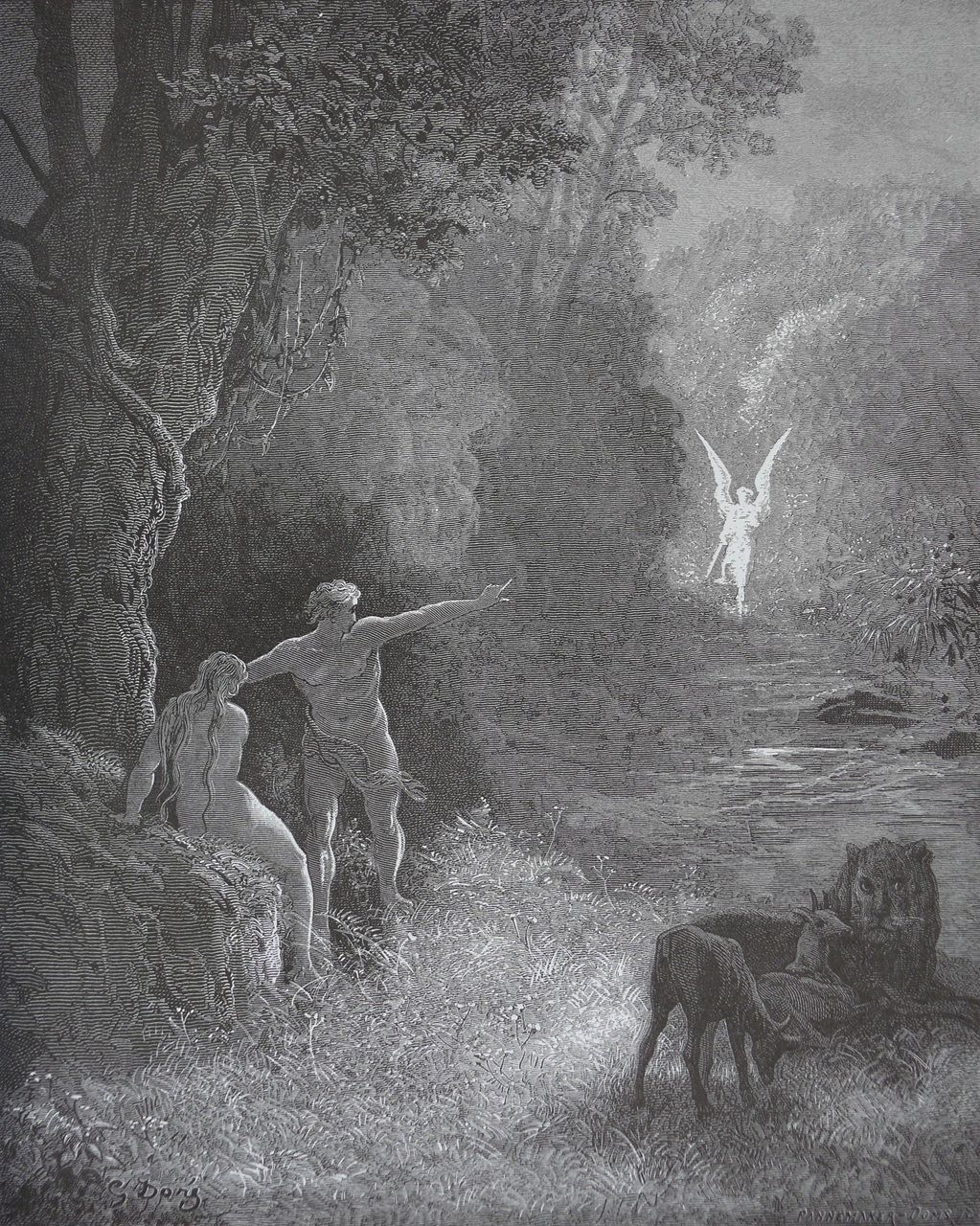
Illustration till John Miltons Det förlorade paradiset av Gustave Doré.

Staden är ett centralt motiv som återkommer genom hela diktsviten, på flera olika vis och i flera olika former. Ofta sker jämförelser mellan den mänskliga kroppen och staden. Jämförelser mellan kroppen och staden är en trop som har varit vanlig åtminstone sedan antik filosofi, och de återkommer också i flera dikter av Auden, bland annat i "Till minnet av W.B. Yeats".
Ett sätt som staden skildras på i diktsviten återfinns i "Prime", där kopplingarna mellan livet och staden skildras, och hur detta knyter an till självmedvetandet och historien. "Prime" inleds genom att portar slås upp och stängs, portar som samtidigt leder till kroppen och själen och till staden. Duggett drar slutsatsen att Auden med portarna antyder portarna till Troja och till himlen i Miltons Det förlorade paradiset.
En annan skildring av staden som förekommer i diktsviten är den av idealstaden. Ett tydligt exempel är "Det himmelska Jerusalem" som är en form av idealstad som återkommer vid flera tillfällen. I "Vespers" skildras möjligheten till att skapa en autentisk stad i perfekt harmoni, men slutsatsen som bland annat Loney drar är att dikten visar att det omöjligen skulle kunna finnas. Samtidigt visar Auden hur samhället och civilisationen uppstod som ett resultat av syndafallet, och som en nödvändig social ordning efter att ha förkastat den tidigare ordningen.
Staden antar, vilket ovanstående genomgång visar, en mycket abstrakt form i Horae Canonicae.

## Stil
I flera av dikterna i diktsviten använder sig Auden av en hög grad av inrim. Randall Jarrell skrev, apropå bland annat inrimmandet, att "Auden var likt någon som ständigt visar hur väl han kan klara alkohol fram tills det att han blir en alkoholist". Duggett ser dock inrimmet som en typ av eko, och därigenom ett sätt för rösterna i dikten att bekräfta sig själva. I "Nones" kommenterar Auden själv om betydelsen av rim: "avslöjat för ett barn i någon form av nödrim / som will [ska] och kill [döda]". Duggett tolkar inrimmet och rimexemplet i meningen ovan som ett sätt av Auden att uttrycka hur diktjaget som vaknar upp försöker genom rimmen göra världen mer begriplig.
Stilen varierar kraftigt mellan de olika dikterna i sviten. I bland annat "Prime" använder Auden mycket allitteration och assonans, slutrim utan något tydligt mönster och ett versmått med sexton versrader. I "Sext" används en barskrapad, teknisk och noggrann stil. "Vespers" har en stil som befinner sig mellan prosa och vers, och skiljer sig därmed ganska markant från dikten som föregår, "Nones", som har en stark poetisk intensitet. I "Laude" används det gamla versmåttet cossante.

## Kritik och mottagande
Loney konstaterar att Horae Canonicae inte har fått den kritik och uppmärksamhet som den förtjänar, och tolkar det delvis som ett resultat av att många akademiker redan hade kommit överens om hur man skulle tolka Audens religiösa uppfattningar och konverteringar när diktsviten, relativt sent i poetens karriär, skrevs, och att diktsviten gick stick i stäv med detta. En längre genomgång av dikten är Richard Johnsons i Man's Place. Professor Douglas Loney skrev sin masteruppsats om diktsviten.